# Hexaphenyldistannan
Hexaphenyldistannan ist eine chemische Verbindung aus der Gruppe der zinnorganischen Verbindungen.

## Gewinnung und Darstellung
Hexaphenyldistannan kann durch Reaktion von Triphenyllithiumzinn mit Kohlendioxid gewonnen werden.
{\displaystyle {\ce {2 Ph3SnLi + 2 CO2 -> Ph6Sn2 + Li2C2O4}}}
Es entsteht auch bei der Reduktion von Mono-, Diphenylzinn oder Triphenylzinnchlorid (zum Beispiel mit Natrium).
Ebenfalls möglich ist die Darstellung durch Reaktion von Phenylisocyanat mit Triphenylzinnhydrid.
{\displaystyle {\ce {C6H5-NCO + 2 (C6H5)3SnH -> C6H5-NH-CHO + [(C6H5)3Sn]2}}}

## Eigenschaften
Hexaphenyldistannan ist ein brennbarer schwer entzündbarer weißer Feststoff mit charakteristischem Geruch, der praktisch unlöslich in Wasser ist. Er zersetzt sich bei Erhitzung über 280 °C. Unter UV-Licht ist es instabil. Beim Erhitzen über 250 °C färbt sich die Substanz gelblich. Mit Schwefel reagiert die Verbindung zu trimerem Diphenylsulfid.
{\displaystyle {\ce {3 Ph6Sn2 + S -> 2 (PhSnS)3 + 3 Ph2S}}}
Mit Lösungsmitteln bildet es Solvate.
Hexaphenyldistannan besitzt eine monokline Kristallstruktur mit der Raumgruppe P21/c (Raumgruppen-Nr. 14).